# Shakes
Shakes fou cabdill de la fracció niska dels tsimshian de l'illa Wrangell, també conegut com a We-Shakes, que donarà nom a tots els cabdills de la zona potser des del 1831. Fou un conqueridor tlingit que esclavitzà els enemics i que es vestia amb capes molt vistoses.
La primera foto coneguda correspon al cabdill Shakes VII el 1940.

## Enllaç
- Fotografia i extracte biogràfic, en anglès Arxivat 2006-10-10 a Wayback Machine.